# Centrale idroelettrica Luigi Einaudi
La centrale Luigi Einaudi è una  centrale idroelettrica ad accumulazione che si trova nel comune di Entracque. Si tratta della più grande centrale ad accumulazione in Italia ed una delle più grandi in Europa.

## Storia e descrizione
La costruzione dell'impianto iniziò nel 1969, ma (anche a causa delle avverse condizioni meteo dell'area che non consentivano di lavorare per più di sei mesi all'anno) si dovette aspettare fino al 1982 per vedere entrare l'impianto in attività.
Per il funzionamento della centrale fu necessaria la realizzazione di due dighe: la diga del Chiotas e la diga della Piastra che hanno creato due serbatoi di capacità di rispettivamente 27,3 milioni di m3 e di 9 milioni di m3.
L'impianto viene utilizzato per produrre energia durante le ore di picco di richiesta dell'energia elettrica ed è in grado di fornire energia ad un'area pari a circa quella dell'intera provincia di Torino.